# Côte de Peu d'Eau
De Côte de Peu d'Eau is een beklimming in de wielerklassieker Waalse Pijl. Het is de vierde klim van de wedstrijd.
Deze beklimming is opgenomen in de Cotacol Encyclopedie met de 1.000 zwaarste beklimmingen van België. In de Waalse Pijl wordt niet de volledige helling beklommen, maar slechts de laatste 1.700 meter. De renners rijden het traject van de helling via de Rue des Aguesses.